# GJ 3293
GJ 3293 – gwiazda w gwiazdozbiorze Erydanu. Znajduje się w odległości około 66 lat świetlnych od Słońca. Ma układ planetarny.

## Charakterystyka
Jest to czerwony karzeł, gwiazda ciągu głównego o typie widmowym M2,5. Ma temperaturę ocenianą na około 3500 K i jasność 2,2% jasności Słońca. Jej promień jest równy ok. 40% słonecznego, a masa to 42% masy Słońca.

## Układ planetarny
W 2015 roku ogłoszono odkrycie trzech planet okrążających tę gwiazdę (GJ 3293 b, c i d). W 2017 roku odkryto jeszcze jedną. Planety zostały odnalezione dzięki wywoływanym zmianom prędkości radialnej gwiazdy. Dwie z tych planet, GJ 3293 b o masie minimalnej podobnej do Neptuna oraz GJ 3293 d, która może być skalistą superziemią, krążą w ekosferze gwiazdy. Planeta d otrzymuje od gwiazdy strumień promieniowania równy 59% docierającego do Ziemi i ma współczynnik podobieństwa do Ziemi równy 0,63.
| Towarzysz | Masa minimalna [ M🜨 ] | Okres orbitalny [ d ]  | Półoś wielka [ au ]      | Ekscentryczność |
| e         | 3,28 ± 0,64           | 13,2543 +0,0078−0,0104 | 0,08208 +0,00003−0,00004 | 0,21 +0,20−0,14 |
| b         | 23,54 +0,88−0,89      | 30,5987 +0,0083−0,0084 | 0,14339 ± 0,00003        | 0,06 ± 0,04     |
| d         | 7,6 ± 1,0             | 48,134 +0,063−0,066    | 0,19394 +0,00017−0,00018 | 0,12 +0,13−0,09 |
| c         | 21,1 +1,2−1,3         | 122,62 ± 0,24          | 0,36175 +0,00048−0,00047 | 0,11 +0,10−0,08 |